# Distrito de Azaz
El distrito de Azaz (en árabe: منطقة أعزاز‎ A'zāz, en kurdo: Ezaz) es un distrito (mantiqah) de la gobernación de Alepo en Siria. En el censo de 2004 contaba con una población de 251.769 habitantes. Su centro administrativo es la ciudad de Azaz.

## Divisiones
El distrito de Azaz se divide en 6 subdistritos o Nāḥiyas (población según el censo de 2004):